# The Timber Wolf (film 1925)
The Timber Wolf è un film muto del 1925 diretto da W. S. Van Dyke. La sceneggiatura di John Stone si basa su un soggetto per il cinema dallo stesso titolo a firma di Jackson Gregory. Prodotto da William Fox, il film aveva come interpreti Buck Jones, Elinor Fair, Dave Winter, Sam Allen, Will Walling, Jack Craig, Bobbie Mack.

## Trama
Bruce Standing, conosciuto come Timber Wolf, fa un prestito a Joe Terry, un vecchio cercatore che riesce a trovare un ricco filone d'oro. Ma il povero Joe viene sbattuto in carcere da Babe Deveril, un mascalzone che vuole scoprire dove si trovi la miniera per impossessarsene. Poiché Joe non parla, Deveril lo lascia andare ma gli mette dietro la bella Reenee Brooks con l'incarico di sedurre il cercatore. Bruce, venuto a sapere del piano di Deveril, rapisce Renee e se la porta in una capanna in mezzo ai boschi. Lì, la ragazza imparerà ad amare Bruce, rompendo con Deveril e la sua banda.

## Produzione
Il film fu prodotto dalla Fox Film Corporation.

## Distribuzione
Il copyright del film, richiesto da William Fox, fu registrato il 6 agosto 1925 con il numero LP21705.

Distribuito dalla Fox Film Corporation, il film uscì nelle sale cinematografiche degli Stati Uniti il 20 settembre 1925.
Non si conoscono copie ancora esistenti della pellicola che viene considerata presumibilmente perduta.